# Suikerdiefje
Het suikerdiefje (Coereba flaveola) is een zangvogel uit de familie van de tangaren (Thraupidae). De wetenschappelijke naam van de soort werd in 1758 als Certhia flaveola gepubliceerd door Carl Linnaeus. Hij baseerde de naam op eerdere beschrijvingen en afbeeldingen door Hans Sloane, John Ray en George Edwards. De naam 'flaveolus' is een verkleinwoord van het Latijnse 'flavus', hetgeen 'geel' betekent.

## Veldkenmerken
Beide geslachten hebben een zwarte kruin, een witte wenkbrauwstreep en een felgele borst en buik. De kin is lichtgrijs. De bovendelen zijn zwartgrijs. De lengte bedraagt 11 cm.

## Leefwijze
Het voedsel bestaat voornamelijk uit nectar, en om deze te bereiken prikken ze een gaatje in de bloemkelk. De meeste vogels bestuiven tevens de bloem, maar deze niet, vandaar de naam 'dief'. Ook vruchten worden gegeten. Suikerdiefjes leven meestal solitair. Ze zwermen wel in groepen, maar alleen op plaatsen waar voedsel te vinden is.

## Voortplanting
Beide ouders bouwen samen een nestje van grassen en bladeren, dat de vorm heeft van een horizontale cilinder. De binnenkant wordt bekleed met allerhande fijn materiaal. Na goedkeuring van het nest door het vrouwtje wordt er gepaard en zal deze zich in het nest terugtrekken. Het nest en het vrouwtje worden tijdens de nestbouw bewaakt en fel verdedigd door het mannetje en deze blijft zo veel mogelijk vlak bij het nest.
Na de legging broedt het vrouwtje de eieren uit; met de verzorging van de jongen bemoeit het mannetje zich nauwelijks.
De jongen worden grootgebracht met nectar en kleine insecten. Suikerdiefjes kunnen wel 4 nesten achter elkaar grootbrengen zolang de omstandigheden gunstig zijn (vochtig genoeg).

## Verspreiding en leefgebied
Deze vogel komt voor in het noorden en oosten van Zuid-Amerika en in het Caraïbisch gebied. De vogel komt algemeen voor in het noorden, terwijl hij dieper in het oerwoud schaarser is.
Er worden 41 ondersoorten onderscheiden:
- C. f. flaveola: Jamaica
- C. f. bahamensis: de Bahama's
- C. f. caboti: oostelijk Yucatán en de nabijgelegen eilanden
- C. f. sharpei: de Kaaimaneilanden
- C. f. bananivora: Hispaniola en de nabijgelegen eilanden
- C. f. nectarea: Tortue, nabij noordwestelijk Haïti
- C. f. portoricensis: Puerto Rico
- C. f. sanctithomae: de noordelijke Maagdeneilanden
- C. f. newtoni: Saint Croix
- C. f. bartholemica: de noordelijke en centrale Kleine Antillen
- C. f. martinicana: Martinique en Saint Lucia
- C. f. barbadensis: Barbados
- C. f. atrata: Saint Vincent
- C. f. aterrima: Grenada en de Grenadines
- C. f. uropygialis: Aruba en Curaçao van de Nederlandse Antillen
- C. f. tricolor: Providencia
- C. f. oblita: San Andrés
- C. f. mexicana: van zuidoostelijk Mexico tot westelijk Panama
- C. f. cerinoclunis: de Pareleilanden
- C. f. columbiana: van oostelijk Panama tot zuidwestelijk Colombia en zuidelijk Venezuela
- C. f. bonairensis: Bonaire van de Nederlandse Antillen
- C. f. melanornis: Cayo Sal
- C. f. lowii: Los Roques
- C. f. ferryi: La Tortuga
- C. f. frailensis: Los Frailes en Los Hermanos
- C. f. laurae: Los Testigos
- C. f. luteola: de noordkust van Colombia en noordelijk Venezuela, Trinidad en Tobago
- C. f. obscura: noordoostelijk Colombia en westelijk Venezuela
- C. f. minima: van oostelijk Colombia en zuidelijk Venezuela tot Frans-Guyana en het noordelijke deel van Centraal-Brazilië
- C. f. montana: de Andes van noordwestelijk Venezuela
- C. f. caucae: westelijk Colombia
- C. f. gorgonae: Gorgona
- C. f. intermedia: van zuidwestelijk Colombia, westelijk Ecuador en noordelijk Peru tot zuidelijk Venezuela en westelijk Brazilië
- C. f. bolivari: oostelijk Venezuela
- C. f. guianensis: van zuidoostelijk Venezuela tot Guyana
- C. f. roraimae: de tepuigebieden van zuidoostelijk Venezuela, zuidwestelijk Guyana en noordelijk Brazilië
- C. f. pacifica: oostelijk Peru
- C. f. magnirostris: noordelijk Peru
- C. f. dispar: van het noordelijke deel van Centraal-Peru tot westelijk Bolivia
- C. f. chloropyga: van het oostelijke deel van Centraal-Peru tot centraal Bolivia en oostwaarts tot oostelijk Brazilië, noordelijk Uruguay, noordoostelijk Argentinië en Paraguay
- C. f. alleni: van oostelijk Bolivia tot centraal Brazilië